# مشغل صوتيات

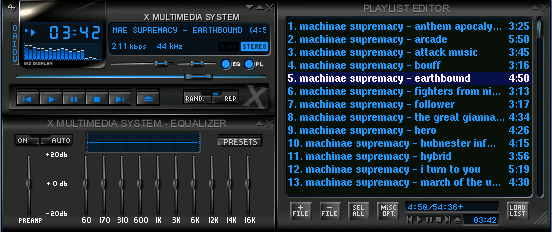

مُشغل الصوتيات هو نوع من أنواع مُشغلات الوسائط وهو متخصص في تشغيل الصوتيات الرقمية، والتي تتضمن الملفات الصوتية والبث الحي للصوت وأيضاً الأقراص البصرية مثل الأقراص المضغوطة (CD) وأقرص ال دي في دي وغيرها.